# Scott Harlow
Scott Harlow (né le 11 octobre 1963 à East Bridgewater dans le Massachusetts aux États-Unis) est un joueur professionnel de hockey sur glace.

## Carrière
En 1982, Harlow est admis en sport-études par le Boston College et est également choisi au 3e tour du repêchage d'entrée dans la Ligue nationale de hockey par les Canadiens de Montréal. Il joue ses deux premières saisons dans l'Eastern College Athletic Conference puis à la suite de la création d'Hockey East, les Eagles de Boston College vont rejoindre la nouvelle division et ils perdent en finale contre les Friars de Providence. L'année d'après, l'équipe perd une nouvelle fois en finale, cette fois contre les Terriers de Boston University. Cette année-là, il marque 32 buts pour le premier plus haut total de buts en une saison pour un joueur. Il joue en 1983 dans l'équipe américaine junior lors du championnat du monde junior, l'équipe finit à la cinquième place.
Il joue sa première saison professionnelle en 1986-1987 sous les couleurs des Canadiens de Sherbrooke de la Ligue américaine de hockey, équipe affiliée à Montréal. Le 21 janvier 1988, il est échangé aux Blues de Saint-Louis contre des considérations futures et finalement va jouer un match lors de cette saison pour la franchise de la LNH. Au cours de ce match, qui est finalement le seul match de sa carrière dans la LNH, il réalise une passe décisive pour un but de Bernie Federko venant égaliser contre les Red Wings de Détroit.
L'année suivante, il est une nouvelle fois échangé et rejoint les Bruins de Boston contre Phil DeGaetano. Encore une fois, il ne joue que dans les ligues mineures ne parvenant pas à percer. Il met fin à sa carrière en 1992, après une dernière saison au Royaume-Uni

## Statistiques
Pour les significations des abréviations, voir Statistiques du hockey sur glace.
| Saison    | Équipe                   | Ligue |    | Saison régulière | Saison régulière | Saison régulière | Saison régulière | Saison régulière |   | Séries éliminatoires | Séries éliminatoires | Séries éliminatoires | Séries éliminatoires | Séries éliminatoires |
| Saison    | Équipe                   | Ligue | PJ | B                | A                | Pts              | Pun              | PJ               | B | A                    | Pts                  | Pun                  |                      |                      |
| 1982-1983 | Eagles de Boston College | HE    | 24 | 6                | 19               | 25               | 19               |                  |   |                      |                      |                      |                      |                      |
| 1983-1984 | Eagles de Boston College | HE    | 39 | 27               | 20               | 47               | 17               |                  |   |                      |                      |                      |                      |                      |
| 1984-1985 | Eagles de Boston College | HE    | 44 | 34               | 38               | 72               | 45               |                  |   |                      |                      |                      |                      |                      |
| 1985-1986 | Eagles de Boston College | HE    | 42 | 38               | 41               | 79               | 48               |                  |   |                      |                      |                      |                      |                      |
| 1986-1987 | Canadiens de Sherbrooke  | LAH   | 66 | 22               | 26               | 48               | 6                | 15               | 5 | 6                    | 11                   | 6                    |                      |                      |
| 1987-1988 | Sherbrooke Canadiens     | LAH   | 18 | 6                | 12               | 18               | 8                |                  |   |                      |                      |                      |                      |                      |
| 1987-1988 | Skipjacks de Baltimore   | LAH   | 29 | 24               | 27               | 51               | 21               |                  |   |                      |                      |                      |                      |                      |
| 1987-1988 | Blues de Saint-Louis     | LNH   | 1  | 0                | 1                | 1                | 0                |                  |   |                      |                      |                      |                      |                      |
| 1987-1988 | Rivermen de Peoria       | LIH   | 39 | 30               | 25               | 55               | 46               | 7                | 3 | 1                    | 4                    | 4                    |                      |                      |
| 1988-1989 | Mariners du Maine        | LAH   | 30 | 16               | 17               | 33               | 8                |                  |   |                      |                      |                      |                      |                      |
| 1988-1989 | Rivermen de Peoria       | LIH   | 45 | 16               | 26               | 42               | 22               |                  |   |                      |                      |                      |                      |                      |
| 1989-1990 | Mariners du Maine        | LAH   | 80 | 31               | 32               | 63               | 68               |                  |   |                      |                      |                      |                      |                      |
| 1990-1991 | Nighthawks de New Haven  | LAH   | 73 | 28               | 28               | 56               | 92               |                  |   |                      |                      |                      |                      |                      |
| 1990-1991 | Roadrunners de Phoenix   | LIH   | 4  | 2                | 0                | 2                | 0                |                  |   |                      |                      |                      |                      |                      |
| 1991-1992 | Pirates de Peterborough  | BHL   | 16 | 28               | 23               | 51               | 50               |                  |   |                      |                      |                      |                      |                      |